# 大庆市东风中学
大庆市东风中学，是位于黑龙江省大庆市萨尔图区的一所普通全日制高等中学，始建于1988年。前身是一所完全中学并于2000年成为独立高等中学，2002年成为黑龙江省示范性高级中学。学校现有教职工205人，学生3000人。